# おきみずインターチェンジ
おきみずインターチェンジは、宮崎県都城市太郎坊町にある都城志布志道路（都城道路）のインターチェンジである。

## 接続する道路
- 都城市道山野原前目線（都市計画道路旭通線）

## 歴史
- 2007年（平成19年） : 事業化[1]。
- 2024年（令和6年）11月17日 : IC名称が「都北IC（仮称）」から「おきみずIC」に正式決定[2]。
- 2025年（令和7年）2月15日 : 乙房IC - 都城IC間開通に伴い供用開始[3]。

## 周辺
- 道の駅都城NiQLL
- 住友ゴム工業宮﨑工場
- 都城市立沖水小学校
- 山野原街区公園

## 隣
都城志布志道路（都城道路）
高木IC - おきみずIC - 乙房IC